# Elektorornis chenguangi
Elektorornis chenguangi — вид викопних птахів підкласу енанціорнісових (Enantiornithes), що існував у крейдовому періоді (99 млн років тому).

## Скам'янілості
У 2014 році у шматку бірманського бурштину, що знайдений у долині Гуканг, виявлено рештки лапки птаха. Зразок складається з правої ноги, відламаної вище коліна, що дозволило зберегти частину кістки стегна. Збереглася шкіра з лускою, також видно кінець махового пір'я лівого крила, можливо, з деякими кістками крила. Пальці на лапці були дуже довгими. Третій досягав 10 мм завдовжки. Він на 40 % довший від другого пальця і на 20 % довший, ніж вся гомілка. Порівнявши її з кінцівками більш ніж 80 сучасних і вимерлих птахів, вчені підтвердили, що це рекорд і ні в одного з них немає пальців такої величини. Припускають, що такі пальці допомагали розшукувати комах під корою та у гнилій деревині.